# Estado Chin
Chin es un estado de Myanmar ubicado en el oeste del país. Su capital es Hakha.
En 2014 tenía una población de 478 801 habitantes.

## Demografía
Los indígenas del lugar, de etnia chin, constituyen la mayoría en el Estado de Chin. Debido a la labor de los misioneros baptistas estadounidenses, el 93% de la población es cristiana. Sin embargo una notable minoría de los chin sigue profesando las religiones tradicionales y el budismo theravada.

## Ubicación
El estado tiene los siguientes límites territoriales:
| Noroeste: Mizoram, India                 | Norte: Manipur, India | Noreste: Región de Sagaing |
| Oeste: División de Chittagong, Bangladés |                       | Este: Región de Magway     |
| Suroeste: Estado Rakáin                  | Sur: Estado Rakáin    | Sureste: Región de Magway  |

## Organización territorial
Se organiza en 3 distritos y 9 municipios: